# Makrijan Stariji
Makrijan Stariji (? – 261.), rimski uzurpator, jedan od Valerijanovih generala te čovjek velikog bogatstva. 
Nakon što su Valerijana zarobili Perzijanci, istočne trupe su htjele Makrijana proglasiti novim carem, ali je on to odbio zbog svoje starosti i fizičkog stanja. Uz podršku Baliste, Valerijanovog perfekta, uspio je svoje sinove Makrijana Mlađeg i Kvijeta postaviti na prijestolje. Kvijet i Balista su ostali na Istoku kako bi osigurali prijestolje, dok su Makrijan Stariji i njegov sin krenuli s vojskom prema Europi, gdje ih je Aureol porazio u Trakiji 261. Makrijani su poginuli u bitci dok je Kvijet ubijen nešto kasnije.